# مارمولک حصار غربی
مارمولک حصار غربی (نام علمی: Sceloporus occidentalis) نام یک گونه از سرده مارمولک خاردار است.